# 李孟專
李孟專（韓語：이맹전；1392年—1480年），字伯純（韓語：백순），號耕隱（韓語：경은），本貫碧珍（韓語：벽진）；是朝鲜端宗時期其中一名生六臣。
世宗時期在司諫院任職，後來在世祖奪位後退隱。